# Wrong Cops
Wrong Cops és una pel·lícula independent de comèdia franco-estatunidenca del 2013 escrita i dirigida per Quentin Dupieux. La pel·lícula conjunta es va estrenar al Festival de Cinema de Sundance de 2013. Compta amb un repartiment que inclou Éric Judor, Mark Burnham, Arden Myrin, Steve Little, Jon Lajoie, Jack Plotnick, Ray Wise, Kurt Fuller, Eric Wareheim, Grace Zabriskie i Marilyn Manson.

## Premisa
A Los Angeles el 2014, la delinqüència va baixar bruscament, deixant els agents de policia sense motius per continuar treballant. Duke és un policia corrupte però amant de la música. Tractant de males herbes, també li agrada aterroritzar els transeünts. Els seus companys de la comissaria no són millors: un maníac del sexe, un policia xantatgista, un cercador de tresors amb un passat dubtós, un home deforme amb un sol ull que vol ser una estrella del tecno... Mentre tots duen a terme els seus plans sense dificultats, tot s'ensorra quan l'última víctima de Duke, deixada per morta al seu maleter, es desperta...

## Repartiment
- Mark Burnham com a oficial duc
- Éric Judor com a oficial Rough
- Steve Little com a oficial Sunshine
- Eric Wareheim com a oficial De Luca
- Arden Myrin com a oficial Holmes
- Brandon Beemer com a oficial Brown
- Jon Lajoie com a oficial Regan
- Ray Wise com el capità Andy
- Marilyn Manson com a David Delores Frank
- Daniel Quinn com a Veí
- Hillary Tuck com a Kylie
- Isabella Palmieri com a Rose
- Jennifer White com a Ruth
- Agnes Bruckner com a Julia Kieffer
- Kurt Fuller com a productor musical
- Eric Roberts com a Bob
- Steve Howey com a Sandy / Michael
- Grace Zabriskie com a Donna
- Jack Plotnick com a Dolph Springer

## Producció
El primer tràiler es va llançar el 22 de novembre de 2013.
El productor executiu va ser Gregory Bernard i la pel·lícula va ser produïda per Diane Jassem, Sergey Selyanov, Daniel Goroshko i Josef Lieck per a Realitism Films.

## Recepció crítica
De Christie Ko de ScreenCrave:
| « | Marilyn Manson volia filmar alguna cosa amb el Sr. Dupieux i això és el que va sortir. És divertit, inquietant i sense vergonya. | » |

D'Alex Koehne de Twitch:
| « | Wrong Cops sens dubte té un sentit de l'humor que no és per a ningú. Si t'agraden les pel·lícules d'explotació dels anys 70 i 80, el ridícul abstracte de Tim i Eric i Monty Python, la violència del cinema grind-house i els estils casolans de les sèries web i els esquetxos de Funny or Die, ja estàs preparat i llest perquè 'encanti Wrong Cops. Si Family Circus és el vostre còmic preferit, hauríeu d'evitar-la. | » |

A Scott Menzel de We Live Film no li va importar la pel·lícula:
| « | Només puc esperar que Wrong Cops no sigui el següent que vindrà del director i que sigui simplement un cop de velocitat en la seva carrera. Aquest és probablement un dels 45 minuts més dolorosament poc divertits i més llargs que he hagut de passar durant força temps. És sens dubte la pitjor pel·lícula que vaig veure a Sundance 2013. | » |